# Henry Pering Pellew Crease
Sir Henry Pering Pellew Crease (20 augustus 1823 – 27 november 1905) was een Brits-Canadese jurist, rechter en politicus die veel invloed had in de destijds Britse kolonies Vancouvereiland en Brits-Columbia. Hij was de eerste advocaat-generaal van Brits-Columbia en was 26 jaar lang lid van het Hooggerechtshof.

## Jonge jaren
Crease werd geboren in Ince Castle, in Cornwall. Hij was de zoon van een marinekapitein. Hij haalde een bachelordiploma aan Clare College, Cambridge en studeerde rechten aan Middle Temple. Hoewel hij in juni 1849 zijn juridische opleiding had afgerond, begon hij niet direct aan een carrière als jurist. In plaats daarvan begon hij met zijn ouders, onsuccesvol, een bedrijf dat kanalen aanlegde in Opper-Canada. Toen hij terugkeerde naar Engeland werkte hij een korte tijd als advocaat. Vervolgens nam hij een baan aan in Cornwall, waar hij voorman werd van een tinmijn van Great Wheal Vor United Mines. Hij werd echter uiteindelijk door zijn werkgever aangeklaagd.
Toen Crease in april 1858 weer naar Canada vertrok, was hij getrouwd met Sarah Lindley. Sarah was de dochter van de beroemde botanicus John Lindley. Ze was een getalenteerde kunstenares die veel aquarellen maakte van Brits-Columbia. Omdat Crease in Toronto geen werk kon vinden, trok hij naar Victoria, waar hij in december aankwam.

## Advocaat en politicus
Toen hij aankwam in Victoria, werd Crease toegelaten als advocaat in de rechtbanken van Vancouvereiland en Brits-Columbia. Hij was daarmee de eerste advocaat die in beide jurisdicties bevoegd was om op te treden. Crease opende een kantoor in Victoria en liet zijn gezin daar ook naartoe komen. Hij werkte al snel met Matthew Baillie Begbie van het Hooggerechtshof in zijn rol als openbaar aanklager tijdens de Gold Rush.
Op politiek gebied wierp Crease zich op als grote tegenstander van de hegemonie van de Hudson's Bay Company over de kolonie. In 1860 werd hij verkozen om namens Victoria als onafhankelijk lid zitting te nemen in het parlement van Vancouvereiland. Hij werd echter al snel bekritiseerd door de British Colonist, een krant, die werd geleid door zijn politieke tegenstander Amor de Cosmos, omdat hij te nauwe banden zou aanhouden met leden van de regering. Het daaropvolgende jaar benoemde gouverneur Sir James Douglas Crease tot advocaat-generaal van Brits-Columbia. Crease gaf zijn zetel in het parlement op. Crease was een belangrijk lid van het parlement. Tijdens zijn zittingsperiode heeft hij veel wetgeving door het parlement geloodst, waarvan de meeste betrekking had op de grondstoffen van de kolonie en de economische activiteiten daaromtrent. Zo vormde hij bijvoorbeeld wetgeving over landeigendom en goudmijnen. Crease stond voornamelijk bekend als voorstander van de vrijemarkteconomie.
Crease hield sterk vast aan de waarden van Groot-Brittannië. Het huis van de familie Crease in New Westminster heette Ince Cottage, aan Sapperton Road. Het kreeg die naam van een kasteel dat toebehoorde aan de familie van de moeder van Henry in Engeland. Hij zond zijn zoons naar Haileybury College in Engeland om daar opgeleid te worden, en vond het maar niets dat zijn zoons Canada thuis noemden, terwijl dat voor hem toch echt Engeland was.:131
Toen Vancouvereiland en Brits-Columbia in 1866 samengevoegd werden, werd Crease de eerste advocaat-generaal van het verenigde Brits-Columbia. In 1868 werd Victoria de hoofdstad van de kolonie en het gezin Crease verhuisde opnieuw. Ze bouwden een nieuw huis, genaamd Pentrelew, aan Fort Street.
In Victoria was Crease, net als in New Westminster, actief in veel lokale organisaties: de Anglicaanse Kerk, het Royal Colonial Institute, en de Law Society of British Columbia, waarvan hij een van de oprichters was. Hij zat in het bestuur van de Colonial Securities Company en was luitenant in de Seymour Artillery Company.
In de tijd waarin vanuit Engeland druk op de Noord-Amerikaanse kolonies werd uitgeoefend om de lokale bevolking te onderdrukken, wilde de regering van Brits-Columbia, met als belangrijke vertegenwoordiger Crease, niets weten van deze praktijken. Toen het onderwerp in 1870 in het parlement ter sprake kwam tekende Crease protest aan tegen het voeren van de discussie, omdat hij vond dat deze schadelijk zou kunnen zijn voor de verhouding met de lokale bevolking. Toen er kritiek werd geuit op het feit dat er geen wetgeving omtrent indianen bestond in Brits-Columbia, reageerde Crease dat "het beleid altijd al geweest is om de indianen met rust te laten."

## Rechter bij het Hooggerechtshof
In 1870 werd Crease benoemd tot rechter in het Hooggerechtshof van Brits-Columbia en trad hij af als politicus. Crease had zijn bedenkingen bij zowel de Confederatie als het systeem van responsible government, vooral omdat deze beide stelsels meer controle wilden uitoefenen over de rechtspraak. Zoals veel anderen was hij teleurgesteld dat Engeland het vertrouwen in Brits-Columbia als onafhankelijke kolonie had opgegeven en in plaats daarvan uitging van een opname van Brits-Columbia in de Verenigde Staten, dan wel in Canada.:95 Hoewel hij tegen de Confederatie was, moest Crease beginnen aan de voorbereiding van het nieuwe wetssysteem in zijn rol als voorzitter van de Royal Commission for the Revision of Laws of British Columbia.
Toen Brits-Columbia in 1871 een provincie van Canada werd wijdde Crease de daaropvolgende jaren aan het pleiten voor juridische onafhankelijkheid van Brits-Columbia, met name voor het recht van rechters om buiten hun rechtsdistrict te wonen. In 1881 besloot het Hooggerechtshof van Brits-Columbia, waarin ook Crease zitting had, in de zaak Thrasher dat de pogingen van de staat om rechters te reguleren ongrondwettig waren. Deze beslissing werd twee jaar later vernietigd door het Hooggerechtshof van Canada.
In 1882 was Crease rechter in de rechtszaak tegen John Hall, die de eigenaar was van het grootste gedeelte van Burrard Inlet, het tegenwoordige Belcarra en die werd beschuldigd van de moord op zijn schoonmoeder. Hall en Crease kenden elkaar al jaren. Crease had Hall ooit ingehuurd om te bemiddelen in een geschil dat hij had met een groep mensen die op een stuk land verbleef dat Crease samen met Robert Burnaby bezat. Een ranch van Hall lag daar vlak naast. Hall werd schuldig bevonden aan doodslag en zijn land werd overgedragen aan zijn advocaat om de kosten van de verdediging te dekken.
In 1884 verwierp Crease de Chinese Population Regulation Bill, die een jaarlijkse belasting van tien dollar vorderde van elke Chinees ouder dan tien. Hij oordeelde dat de provinciale overheid haar constitutionele bevoegdheden te buiten was gegaan door deze wet aan te nemen. Het daarop volgende jaar schreef Crease, als lid van de Royal Commission on Chinese Immigration, dat het nodig was dat de Chinezen in Canada zouden verblijven om zwaar fysiek werk te verrichten, maar dat het niet gewenst zou zijn om Chinese immigranten te zien als onderdeel van de Canadese bevolking. Zij zouden Brits-Columbia immers niet zien als hun thuis. Volgens hem was het dan ook beter om hun lichamen terug te sturen naar China indien zij kwamen te overlijden."
Crease bleef nog lange tijd een belangrijke speler in Brits-Columbia. Minister van Justitie Sir Charles Hibbert Tupper was echter niet onder de indruk van Crease, die op dat moment het einde van zijn carrière naderde, en stuurde een brief aan Theodore Davie, de voorzitter van het Hooggerechtshof van Brits-Columbia, waarin hij aandrong op het aftreden van Crease. Crease trad in januari 1896 af. Op 23 januari 1896 werd Crease geridderd. Hij overleed in 1905 en werd begraven op de Ross Bay Cemetery in Victoria.
- International Standard Name Identifier: 0000 0000 7391 8382
- Library of Congress Control Number: n82122327
- SNAC: w61d1mdg
- Virtual International Authority File: 21032708
- WorldCat: E39PBJtxc43CGpW4DQhDytQpfq